# 南福莫萨
南福莫萨是巴西圣卡塔琳娜州的一个市镇。总面积100平方公里，总人口2620人，人口密度26.2人/平方公里。